# Ritacuba Blanco
Ritacuba Blanco är den högsta bergstoppen i Östkordiljäran, med höjden 5 410 meter över havet. Den ligger i departementet Boyacá i Colombia.
Trakten runt Ritacuba Blanco består i huvudsak av kala bergstoppar och isformationer.